# Славиша Николин Живковић
Славиша Николин Живковић (Ниш 3. април 1953 — Ниш 1. мај 1990) био је српски писац.

## Биографија
Славиша је рођен у Нишу, 3. априла 1953. године. Основну школу „Ратко Вукићевић” и Гимназију „Стеван Сремац” завршио је у родном граду. Једно време радио у Електронској индустрији. Писао је и објављивао песме, прозу и есеје. Објављивао у часописима: Књижевна реч, Поља, Видици, Дело, Одјек, Quorum, Стремљења, Јединство, Градина...

## Награда Славиша Николин Живковић
Друштво књижевника и књижевних преводилаца Ниша установило је 2016. књижевну награду Славиша Николин Живковић. Први добитник награде био је Зоран Пешић Сигма (2017). Добитник награде за 2018. годину је Стана Динић Скочајић. Децембра 2019. награда је уручена трећем лауреату, Милошу Гроздановићу. Четврти лауреат награде је Драган Ј. Ристић. Одлуком Скупштине Града Ниша октобра 2019. године ова награда постаје званично градско признање.